# Jason Garrett
Jason Calvin Garrett (* 28. März 1966 in Abington, Pennsylvania) ist ein US-amerikanischer Trainer und ehemaliger Spieler im American Football. Er war von 2011 bis 2019 Head Coach der Dallas Cowboys. Bevor Garrett Trainer wurde, spielte er als Quarterback an der Universität von Princeton und in der National Football League (NFL) bei den Dallas Cowboys, Tampa Bay Buccaneers und den New York Giants. Mit den Cowboys gewann er zweimal den Super Bowl.

## Leben
Garrett wurde als Sohn des Assistenztrainers Jim Garrett geboren und wuchs mit zwei Brüdern auf. Er ging zur University School in Hunting Valley, Ohio, und übte dort mehrere Sportarten aus. Nach seinem Abschluss wurde er in Princeton aufgenommen. Dort spielte er vier Jahre als Quarterback und konnte einige Schulrekorde aufstellen.
Im NFL Draft 1989 wurde er nicht ausgewählt, kam jedoch für kurze Zeit im Practice Squad der New Orleans Saints unter. Nach Stationen in der World League of American Football in San Antonio Riders und Ottawa Rough Riders wurde Garrett Ersatz-Quarterback der Dallas Cowboys. Das Highlight seiner Spielerkarriere stellte der Sieg an Thanksgiving 1994 dar, als Garrett nach Ausfall des eigentlichen Backups, Rodney Peete, seine Cowboys mit einer guten Leistung gegen die Green Bay Packers zum Sieg führten und anschließend zum NFC Offensive Player of the Week (Offensivspieler der Woche) gewählt wurde. Hinter dem Star-Quarterback der Cowboys, Troy Aikman, war Garrett Teil der Teams, die im Anschluss an die Spielzeiten 1993 (XXVIII) und 1995 (XXX) den Super Bowl gewannen.

### Karriere als Trainer
Nach seiner Karriere als Spieler wurde Garrett 2005 unter Nick Saban Quarterback-Coach der Miami Dolphins.

#### Dallas Cowboys
Im Januar 2008 kehrte Garrett nach Dallas zurück und wurde Offensive Coordinator. Nachdem die Offensive der Cowboys unter Garrett zu einer der stärksten der Liga wurde, waren verschiedene Teams daran interessiert, Garrett als Head Coach einzustellen. Trotz dieser Angebote blieb Garrett in Dallas und stieg dort zum Assistent Head Coach auf.
Als die Cowboys nach einem misslungenen Saisonstart Wade Phillips entließen, stieg Garrett zum Interim Head Coach auf und konnte die Mannschaft mit fünf Siegen aus acht Spielen noch zu einer Bilanz von sechs Siegen bei zehn Niederlagen führen. Die nächsten drei Spielzeiten blieben die Cowboys jeweils mit acht Siegen und acht Niederlagen im Mittelmaß der Liga. Dagegen beschritten sie die Saison 2014 äußerst erfolgreich und es ging für die Cowboys in die Play-offs, wo sie durch eine umstrittene Schiedsrichterentscheidung gegen die Green Bay Packers ausschieden. Nach einer enttäuschenden Spielzeit 2015 entschieden die Cowboys im nächsten Jahr mithilfe ihrer beiden Rookies, Ezekiel Elliott und Dak Prescott, 13 Spiele für sich und zogen als stärkstes Team der National Football Conference (NFC) in die Play-offs ein. Dort war abermals gegen die Green Bay Packers Schluss, die ein spektakuläres Spiel mit einem Field Goal bei ablaufender Zeit für sich entschieden. Garrett wurde in diesem Jahr zum Coach of the Year gewählt. Die letzten drei Saisons unter Garrett verliefen für die Cowboys trotz hoher Erwartungen enttäuschend, so zogen sie nur in der Saison 2018 noch mal in die Play-offs ein. Im Anschluss an die Spielzeit 2019 wurde Garrett von den Cowboys entlassen. Er ist nach Tom Landry der Head Coach mit den meisten Spielen bei den Dallas Cowboys.

#### New York Giants
Wenige Wochen nach seiner Entlassung in Dallas wurde Garrett zum Offensive Coordinator des Divisionsrivalen aus New York ernannt. Schon während der Saison 2021 wurde Garrett aufgrund anhaltender Erfolglosigkeit wieder entlassen.